# Dieterich Buxtehude - Opera Omnia

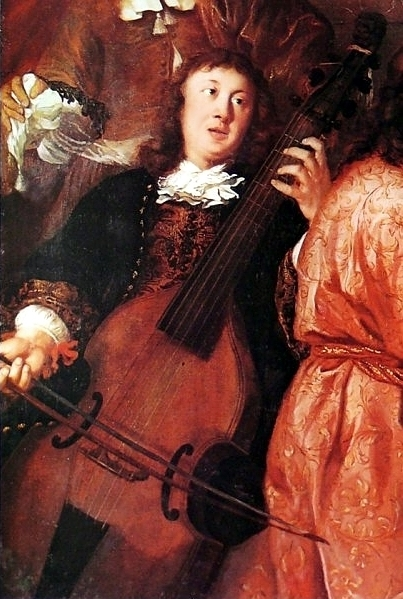
Dietrich Buxtehude.

La Dieterich Buxtehude - Opera Omnia è il progetto, diretto da Ton Koopman, di registrare l'integrale delle composizioni di Dietrich Buxtehude.

## Storia
Dopo che Ton Koopman e la Amsterdam Baroque Orchestra & Choir terminarono la registrazione dell'integrale delle cantate di Johann Sebastian Bach, nel 2005 iniziarono il progetto Dieterich Buxtehude - Opera Omnia per registrare tutte le opere di Dietrich Buxtehude. Koopman è presidente della International Dieterich Buxtehude Society dal 2004. Da ottobre 2006 a novembre 2014 sono stati pubblicati tutti i venti volumi su Buxtehude.

## Cantanti
Sotto la direzione di Koopman, i solisti per la Dieterich Buxtehude - Opera Omnia sono gli stessi che registrarono l'integrale delle cantate di Bach: i soprani Caroline Stam e Johannette Zomer, il contralto Bogna Bartosz, il tenore Jörg Dürmüller e il basso Klaus Mertens. A questi, si aggiungono alcuni cantanti nuovi: i soprani Bettina Pahn, Miriam Meyer, Siri Thornhill, Orlanda Velez Isidro e Dorothee Wohlgemuth, i contralti Robin Blaze, Patrick Van Goethem, Hugo Naessens e Daniel Taylor, il tenore Andreas Karasiak e il basso Donald Bentvelsen.

## Volumi
Le composizioni sono raggruppate tematicamente in volumi. Le opere per organo e per clavicembalo sono eseguite dallo stesso Koopman. I lavori organistici sono stati registrati su diversi strumenti: l'Organ Works 1 è stato registrato all'organo Coci-Klapmeyer della chiesa di San Nicola ad Altenbruch. L'Organ Works 2 sull'organo Wilde-Schnitger della chiesa di San Giacomo a Lüdingworth. L'Organ Works 3 sullo Schnitger del 1693 della chiesa di San Giacomo di Amburgo. L'Organ Works 4 sul Gercke-Herbst della Dorfkirche di Basedow, mentre l'Organ Works 5 è stato registrato sull'organo Bielfeldt del 1736 nella chiesa di San Wilhadi a Stade.
- Opera Omnia - Volume I - Harpsichord Works 1

BuxWV 250, 230, 238, 233, 245, 235, 247, 228, 242, 226, 243, 234, 232.
- Opera Omnia - Volume II - Vocal Works 1

Wacht! Euch zum Streit gefasset macht (Das jüngste Gericht), BuxWV Anh. 3
Caroline Stam, Orlanda Velez Isidro, Robin Blaze, Andreas Karasiak, Klaus Mertens.
- Opera Omnia - Volume III - Organ Works 1[3]

BuxWV 139, 141, 146, 156, 160, 162, 169, 178, 197, 210, 213, 220.
Organo Coci-Klapmeyer, Altenbruch.
- Opera Omnia - Volume IV - Organ Works 2

BuxWV 157, 161, 163, 164, 170, 173-175, 177, 180-182, 184, 188, 211, 217, 223.
Organo Wilde-Schnitger, Lüdingworth.
- Opera Omnia - Volume V - Vocal Works 2

BuxWV 2, 10, 12, 19, 20, 40, 43, 50-52, 64, 70, 81, 110, 113, 114, 120, 123, 124, Anh. 1.
Bettina Pahn, Johannette Zomer, Bogna Bartosz, Patrick van Goethem, Daniel Taylor, Jörg Dürmüller, Andreas Karasiak, Donald Bentvelsen, Klaus Mertens.
- Opera Omnia - Volume VI - Harpsichord Works 2[4]

BuxWV 246, 236, 249, 239, Suite in la (deest), 168, 244, 227, 165, 248, 240, 237, 166, Anh. 6, 241, 229.
- Opera Omnia - Volume VII - Vocal Works 3[5]

BuxWV Anh. 4, 7, 24, 25, 41, 47, 62, 63, 68, 72, 77, 79, 116, 119 A, 119 B, 122.
Miriam Meyer, Bettina Pahn, Johannette Zomer, Bogna Bartosz, Patrick van Goethem, Hugo Naessens, Jörg Dürmüller, Andreas Karasiak, Donald Bentvelsen, Klaus Mertens.
- Opera Omnia - Volume VIII - Organ Works 3

BuxWV 149, 179, 225, 140, 185, 159, 148, 187, 176, 145, 183, 213-5, 137, 193, 200.
Organo Schnitger, Amburgo.
- Opera Omnia - Volume IX - Organ Works 4

BuxWV 138, 199, 172, 202, 224, 147, 196, 171, 219, 203, 144, 212, 201, 167, 186, 198, 190, 207, 189.
Organo Gercke-Herbst, Basedow.
- Opera Omnia - Volume X - Organ Works 5

BuxWV 142, 209, 218, 136, 222, 155, 221, 151, 152, 191, 158, 204, 205, 150, 153, 194, 192, 143, 206, 208 e i due preludi in mi, in sol ed il corale Nun komm, der Heiden Heiland di Nicolaus Bruhns.
Organo Bielfeldt, Stade.
- Opera Omnia - Volume XI - Vocal Works 4

BuxWV 33, 56, 26, 71, 86, 11, 27, 8, Anh. 2, 29, 112, 54, 5, 53, 37, 59, 13.
Bettina Pahn, Miriam Meyer, Siri Thornhill, Johannette Zomer, Patrick van Goethem, Bogna Bartosz, Jörg Dürmüller, Andreas Karasiak, Klaus Mertens.
- Opera Omnia - Volume XII - Chamber Music 1[6]

BuxWV 266, 272, 267, 273, Anh. 5, 271, 268, 269.
- Opera Omnia - Volume XIII - Chamber Music 2[7]

BuxWV 252, 253, 254, 255, 256, 257, 258.
- Opera Omnia - Volume XIV - Vocal Works 5[8]

BuxWV 55, 39, 44, 38, 9, 45, 58, 57.
Siri Thornhill, Dorothee Wohlgemuth, Klaus Mertens, Miriam Meyer, Bettina Pahn, Jörg Dürmüller.
- Opera Omnia - Volume XV - Chamber Music 3[9]

Triosonate opus 2: BuxWV 259, 260, 261, 262, 263, 264, 265.
- Opera Omnia - Volume XVI - Vocal Works 6[10]

Membra Jesu Nostri BuxWV 75.
Amsterdam Baroque Orchestra & Choir.
- Opera Omnia - Volume XVII - Vocal Works 7[11]

BuxWV 6, 3, 96, 69, 76, 90, 21, 31, 42, 78, 92, 48, 49, 61, 102, 14, 107, 18.
- Opera Omnia – Volume XVIII – Vocal Works 8

BuxWV 101, 82, 32, 99, 67, 73, 98, 121, 74, 36, 100, 87, 109, 97, 93, 34
Amsterdam Baroque Orchestra & Choir
- Opera Omnia – Volume XIX – Vocal Works 9

BuxWV 104, 94, 106, 105, 91, 1, 30, 46, 95, 83
Amsterdam Baroque Orchestra & Choir
- Opera Omnia – Volume XX – Vocal Works 10

BuxWV 103, 22, 108, 115, 89, 80, 15, 17, 66. 85, 88, 23, 60, 84, 118, 28, 117, 111, 35
Amsterdam Baroque Orchestra & Choir